# Jeff Marquez
Jeffrey Joseph Marquez, né le 10 août 1984 à Vacaville (Californie) aux États-Unis, est un lanceur droitier de baseball. Il évolue en Ligue majeure en 2010 et 2011.

## Carrière
Après des études secondaires à la Will C. Wood High School de Vacaville (Californie), Jeff Marquez suit des études supérieures au Sacramento City College où il porte les couleurs des Panthers de 2003 à 2004.  
Il est drafté le 7 juin 2004 par les Yankees de New York au premier tour de sélection (41e choix). Il perçoit un bonus de 790 000 dollars à la signature de son premier contrat professionnel le 16 juin 2004
Après quelques années en ligue mineure dans l'organisation des Yankees, il passe aux White Sox de Chicago le 13 novembre 2008 lorsqu'il est échangé avec Wilson Betemit et Jhonny Nunez en retour de Nick Swisher et Kanekoa Texeira.
Principalement utilisé comme lanceur partant en ligues mineures, Marquez débute en Ligue majeure comme lanceur de relève avec les White Sox le 9 juillet 2010 face aux Royals de Kansas City. C'est son seul match pour les White Sox.
Les Yankees de New York rapatrient Marquez lorsqu'ils le réclament au ballottage le 8 juin 2011. Le lendemain, il fait ses débuts avec les Yankees. Marquez effectue trois sorties comme releveur pour les Yankees, accordant un point mérité en quatre manches.
En décembre 2011, Marquez signe un contrat des ligues mineures avec les Mariners de Seattle et reçoit une invitation à leur camp d'entraînement de 2012. Il partage la saison 2012 dans les ligues mineures entre un club-école des Mariners et un autre des Rockies du Colorado. Le 22 décembre 2012, il rejoint les Reds de Cincinnati.

## Statistiques
| Saison | Équipe     | G | GS | CG | SHO | V | D | SV | IP  | SO | ERA   |
| ------ | ---------- | - | -- | -- | --- | - | - | -- | --- | -- | ----- |
| 2010   | Chicago WS | 1 | 0  | 0  | 0   | 0 | 0 | 0  | 1.0 | 0  | 18,00 |
| Totaux | Totaux     | 1 | 0  | 0  | 0   | 0 | 0 | 0  | 1.0 | 0  | 18,00 |

Note : G = Matches joués ; GS = Matches comme lanceur partant ; CG = Matches complets ; SHO = Blanchissages ; 
V = Victoires ; D = Défaites ; SV = Sauvetages ; IP = Manches lancées ; SO = Retraits sur des prises ; ERA = Moyenne de points mérités.